# Національний парк Орхей
Національний парк Орхе́й (рум. Parcul Național Orhei) — національний парк у центральній частині Молдови. Розташований за 46 кілометрів на північ від Кишинева.

## Загальна інформація
Парк розташований на височині Кодри. Його загальна площа (33792,09 га) становить близько 1 % від площі Республіки Молдова. За ландшафтом це горбиста місцевість, частково вкрита лісами. Територія парку вкрита долинами та ярами. Парком протікає річка Реут.

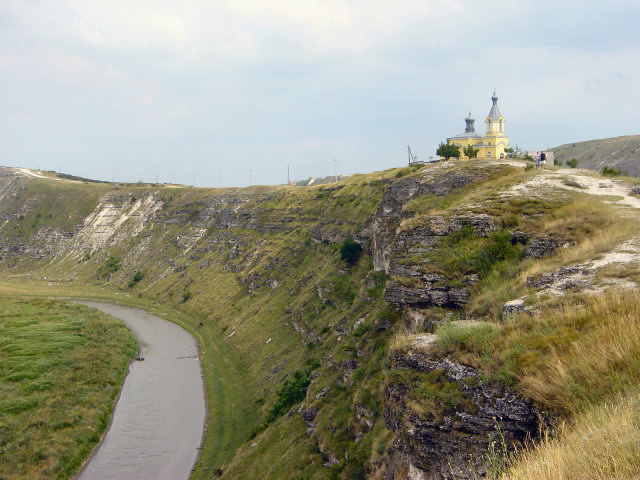
Старий Орхей, монастир на р. Реут біля села Бутучень

Парк знаходиться на території чотирьох районів: Оргіївського, Страшенського, Калараського та Кріуленського і включає в себе землі 18 комун.
На території Національного парку росте більше 700 видів судинних рослин, мешкає 109 видів птахів та 41 вид ссавців. 26 видів рослин занесені до Червоної Книги Республіки Молдова. Серед рідкісних видів фауни тут водяться, зокрема, кіт лісовий, куниця лісова, підорлик малий, жовна чорна, гадюка звичайна.

## Історія створення парку
Перша спроба заснувати Національний парк Орхей була зроблена у 1989—1991 роках, однак вона виявилась неуспішною. З 2008 року ідея його створення була відроджена Міністерством охорони навколишнього середовища Республіки Молдова та Програмою розвитку ООН за фінансового сприяння Глобального екологічного фонду. 12 липня 2013 року парламент Молдови прийняв Закон про створення Національного парку Орхей. Його метою є захист і збереження рослин та диких тварин, а також об'єктів, що мають екологічну, наукову, рекреаційну та культурну цінність і знаходяться у цій місцевості. До моменту створення Національного парку Орхей Молдова була єдиною країною в Європі, у якій не було жодного національного парку.

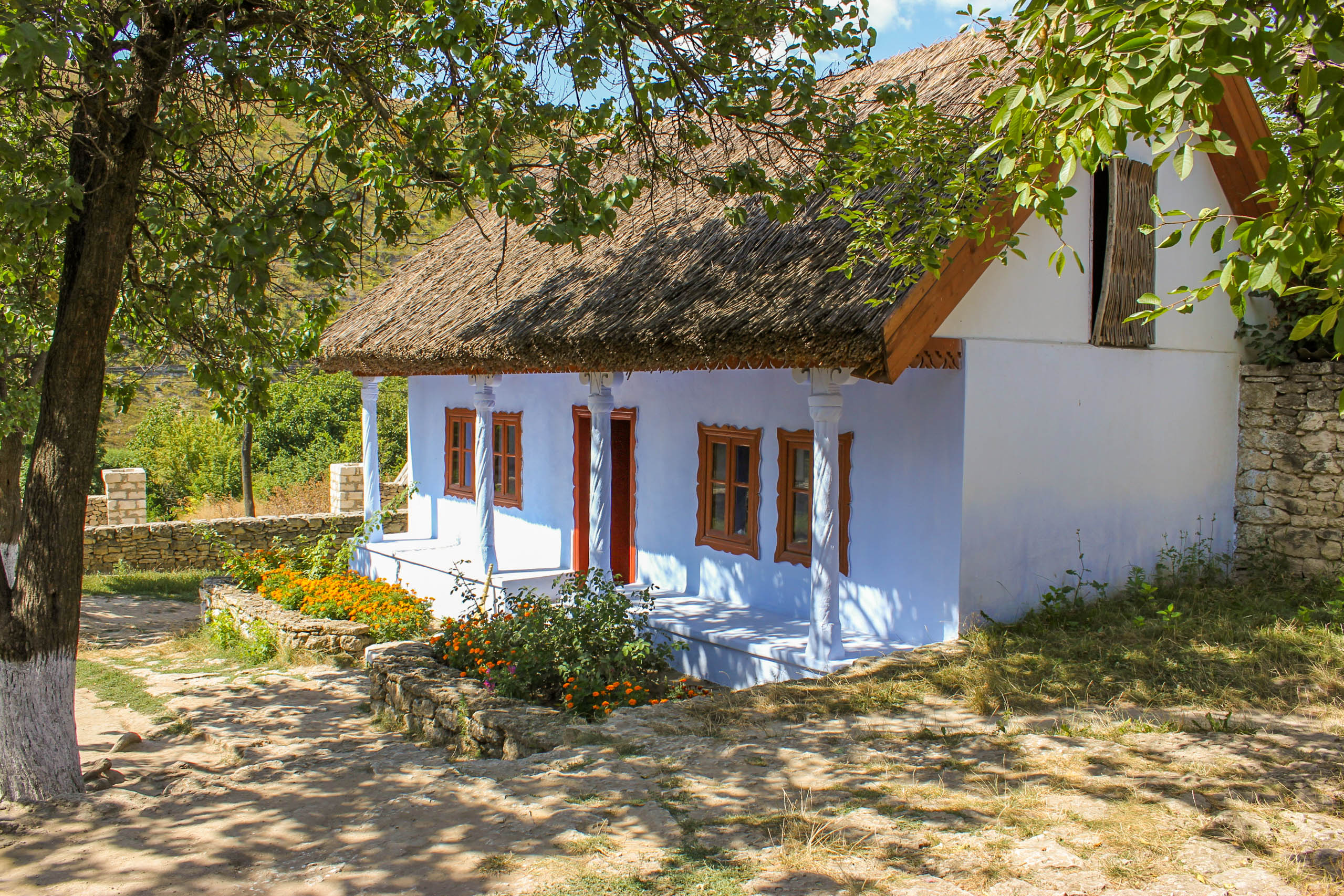
Будинок-музей, Требужень

## Основні туристичні об'єкти
Основними туристичними принадами Національного парку Орхей є ландшафтний заповідник Требужень, основна частина урочища Куркь, ландшафтний заповідник Циганешть, низка давніх археологічних пам'яток, місто часів Золотої Орди Шехр аль-Джедід, молдовське середньовічне місто з фортецею, 5 монастирів (у Старому Орхеї, в селах Куркь, Табера, Некулеєука та Цигенешть), 4 дворянських садиби, інші цікаві об'єкти.
Культурно-природний заповідник Старий Орхей від 2007 року є кандидатом на включення до списку об'єктів Світової спадщини ЮНЕСКО.
Територією парку Орхей прокладена низка туристичних маршрутів, серед яких траси для автомобілістів, маршрути для велосипедистів, пішоходів та альпіністів.
Серед традиційних ремесел, які поширені на території парку, можна виокремити:
- різьблення по дереву;
- різьблення по каменю;
- ковальство;
- вишивання та плетіння гачком;
- ткацтво;
- плетіння;
- писанкарство.